# 沈崇案
沈崇案是1946年12月24日發生於中华民國北平市的一起刑事事件。北京大學先修班女學生沈崇看電影回家途中遭兩名美軍士兵擄走，其中猶太裔士兵威廉·皮爾遜強暴她。事件曝光后促成中国共产党領導反美的中國學生運動，並造成中華民國與美國關係緊張。此案亦加速了美国軍隊從北平天津青島撤軍。

## 案件經過

### 強暴當夜
1946年12月24日晚，美國海軍陸戰隊下士威廉·皮爾遜和二等兵普里查德在東長安街北側平安影戲院西邊（即現今之東方廣場）遇到沈崇，兩人至東單廣場强迫其發生性關係。當天北平《北方日報》曾發出善意警示：「今晚洋人狂歡，婦女盼勿出門。」但凡有美國駐軍之異域，或多或少，總會發生風化案，尤其聖誕夜。
據北平市警察局局长汤永咸给中華民國内政部警察总署的《北平市警察局为呈报沈案经过纪要致内政部警察总署代电》：

北京大学先修班女生沈崇，年十九岁，寓居本市内一区甘雨胡同十四号，于三十五年十二月二十四日晚八时三十分，由家赴东长安街平安电影院看电影，至影院迤西地方，由对面（东方）走来美兵二名，突将沈崇头颈挟持，拖架南行。沈崇当时呼救不得，被挟越过马路至使馆界界墙下，即被一美兵强行奸污，连续三次。事被第十一战区修理班供职之孟昭杰等瞥见，告知于内七分局警士关德俊辗转报告本局，当派警在当场将肇事之正犯美海军陆战队士兵皮尔逊（Pierson Williams）一名带交美海军宪兵队看押，将被害人带局讯悉前情。本局为详求当时事实真象计，曾将被害人送往警察局医院鉴定，确属被奸，开具鉴定书并协同北平地方法院首席检察官纪元赴现场履勘，制作笔录。传据证人孟昭杰、赵泽田、张志新、赵玉峰、马文彬等五名供明当场发现经过暨聆被害人哭泣甚哀，并警士关德俊、刘志平、尚友三报告美兵皮尔逊强行奸淫、施行强暴各节，均与沈崇所供符合。又据本局外事科科员张颖杰及巡官策绍明报告，该被捕之美兵（皮尔逊） 身穿制服，面部尘土颇多，一手戴手套、一手未戴。被害人身著之大衣纽扣未扣，里衣未扣齐，大衣后下部浸湿一块，两袜脱落于腿腕，头发凌乱，全身灰土，显曾抵抗甚烈。是本案犯罪事实至为明显。
《北平市警察局为呈报沈案经过纪要致内政部警察总署代电》附有《美兵强奸沈崇经过纪要》一份，详述了调查出的事实：「女生是北大先修班學生，名叫沈崇，19歲，住在北平市一區甘雨胡同14號，24日晚8時30分，赴東長安街平安影院看電影，被美兵二人挾持，拖至使館牆下，被皮爾遜·威廉強行姦汙，連續三次…經多方取證，均與沈崇所供符合」，还列举了证人的证词和医院鉴定书等。并称在东单操场逮捕皮爾遜转交美国宪兵关押。

当晚，北平市警察局局长汤永咸了解案情、看到亚光社发的新闻后，立即封锁消息，急忙给中國國民黨中央通訊社打电话，让中央社通知北平各报社不要刊登亚光社发的新闻。中央社当即以北平市警察局的名义给各报发了一条电令，声称：
“关于今日亚光社所发某大学女生被美兵酗酒奸污稿，希望能予缓发。据谓此事已由警局与美方交涉，必有结果。事主方面因颜面关系，要求不予发表，以免该女生自杀心理更形加强。容有结果后，警察局当更发专稿。”

### 事件發酵
1946年12月25日的北平各报纸都没有刊登亚光社发的新闻。12月25日上午，北平各报社的记者看到亚光社的新闻和中央社的电令后愤愤不平，互相打听被害者的学校和姓名，有人透露是北京大学的女学生沈崇。为了弄清真相，各记者纷纷到沙滩北大校本部采访是不是确系沈崇。但访问了许多学生都不清楚，因为先修班在国会街的北大四院，校本部的同学都不认识沈崇。《益世报》记者刘时平是西南联大的毕业生，同北大许多教职员和同学很熟，直接跑到北京大学教务处注册科采访，开始被拒，费了很大周折才允许查学生卡片。刘时平查到了沈崇的卡片，卡片上写着：“沈崇，19岁，福建闽侯人，北大先修班文法组学生，永久通信地址：上海古拔路25号”。注册组刘主任忙对刘时平说：“训导长陈雪屏今天吩咐过不要接待外人，并在先修班学生座次表上涂去了沈崇的姓名，因此你千万别声张。”刘时平采访后，立即把沈崇被美军强奸和北平市警察局、中央社、陈雪屏封锁消息的事告诉了他熟悉的北大学弟们。北大学生知道后奔走相告，串联开会，准备揭发抗议。当天下午沙滩北大广场上就出现了披露沈崇被美军强奸污辱的壁报。12月26日，北平《世界日报》、《北平日报》、《新生日报》、《经世日报》、《新民报》等，不顾中央社和北平警察局的禁令，刊登了案发当夜亚光社揭露一女大学生被美军强奸的新闻。《新民报》还将中央社发给各报不要刊出亚光社消息的电令改编成一条新闻登出来。
12月27日，中央社发消息：“沈崇似非良家女子”，“美军是否与沈女士认识，需加调查”。合众社报道“少女引彼等狎游，并曾商定夜度资”。北大训导长陈雪屏指责沈崇“也有不是之处，为什么女人晚上要上街，而且还是一个人”“該女生不一定是北大學生，同學何必如此鋪張”。北大西斋学生宿舍的墙上贴出了一张署名“情报网”的大字报：“最近延安曾派若干女工作人员赴各地，专门以各种技术诱惑美军，造成事件。”
为弄清沈崇的真实身份，12月27日下午北大女同学会主席刘俊英等8位女同学到王府井八面槽甘雨胡同14号沈崇寄居住处—她的表姐杨振清女士的住宅慰问。表姐杨振清说：“我们曾受到治安当局的警告，不要随便接待外人，如果随便发言，便不负责个人的安全。”杨女士接着说：我不怕他们的威吓，把沈崇真实的身份告诉你们。沈崇决不是中央社、合众社造谣的那种人，她是名门闺秀，纯洁的少女。清朝两江总督沈葆桢是沈崇的祖父（经查沈崇是沈葆桢的玄孙女）。沈崇的父亲沈劭是中华民国交通部簡任技正。沈崇是北京大学先修班的学生，不仅认识训导长陈雪屏，而且同陈还有亲戚关系。陈雪屏的妻子是福建闽侯翻译家林琴南的族女，沈崇的母亲也是林家的女儿，沈陈两家素有往来。沈崇到北大入学后专门拜访过陳雪屏。沈崇不是在北平念书的中学生，不是二十多岁的妇女，是十九岁的少女，她是在12月初从南方刚到北平上北京大学先修班的学生，她借住在我们家里，没有住到北大国会街北大宿舍。平时除到国会街上课很少出门。她平时身穿蓝旗袍，脚穿一双绒布鞋，是一位正派、朴实的女学生，与美军素无往来。刘俊英等8位北大本部女同学回校后，立即将访问情况用大字报形式公布在北大沙滩广场，各大院校和中学纷纷转抄披露。
12月27日晚，北大女同学会发起，在北楼第一教室召开了系级、社团代表会议，有300多位同学参加，会议通过“严惩暴徒及其主管长官，在北平公开审判”、“要求驻华美军公开道歉”、“要求驻华美军立即退出中国”、“联络全市大中学校一致行动”、“举行罢课”等项决议，选举产生了领导全校同学行动的“北京大学学生抗议美军暴行筹备会”，刘俊英、胡邦定当选为筹备会领导成员。12月29日晚18时半，北京大学学生代表会议刚开始，突然有几辆吉普车和一辆大卡车冲进沙滩北大校园，从车中下来100多名手持木棍、腰悬手枪自称是中国大学、华北文法学院的学生代表，进入北楼第一教室驱散了参加会议的北大学生代表，占据了会场，开起了会议。会上宣布成立“北平各大学生正义联合会”，宣称“誓作政府后盾”、“信任政府合理解决问题”、“决不采取罢课手段荒废学业”；捣毁了北大抗暴筹备会办公室，砸毁办公室的全部办公用品，殴打辱骂抗暴办公室的北大学生，然后到红楼和广场，撕毁了在校园里张贴的抗议美军暴行的壁报和标语，并厉声恫吓在场的同学不要搞事。12月27日晚，清华大学召开学生代表大会通过了30日起罢课的决议。

### 中國政府平息局勢
1947年1月1日，上海20餘所大學學生4萬餘人游行示威，抗議聖誕節夜美國海軍陸戰隊下士皮爾遜在北平強姦北京大學女生沈崇事件，要求美軍撤出中華民國。:82511月2日，國民政府主席蔣中正接見美國駐華大使司徒雷登及傅斯年，聽取兩人意見。:82541月4日，中華民國行政院隨後發出指示中華民國教育部及各軍政機關，命令壓制各地學生對北平沈崇事件之抗議運動，稱「此事為該犯美兵私人行為」，「至中美兩國友誼，自不應因此而受損害。」:82561月9日，時任中華民國外交部部長王世密電胡適，制止胡適為沈崇事件出庭作證；電謂：「美方刻正羞憤同深，兄之地位或未便如此。」:82621月14日，美國駐華軍事法庭宣稱：出席審訊美兵案之中外人士各九人已核准出席旁聽。:8265

## 当事人
- 沈崇（1928年—2014年12月11日），祖籍福建闽侯，生于江苏镇江，時年19歲，北京大學先修班學生，清末名將沈葆楨曾孙女，林则徐之外玄孙女。[7][8]案发后转入复旦大学学习，获得俄语学位后先后在中华人民共和国北京市对外文化联络委员会宣传司和中华人民共和国文化部辖下的外文出版社工作，并改名为沈峻。1956年12月31日与《人民画报》漫画家丁聪结婚[9][10]。
- 威廉·皮爾遜（Corporal William Gaither Pierson，1924年3月23日—2001年1月26日），美國海軍陸戰隊下士。猶太裔，美國南卡羅來納州萨姆特鎮人，時年22歲，案发後离开军队并從事不動產行业。[1][11]
- 華倫·普里查德（Private First-class Warren T. Pritchard，1927年1月16日—1996年9月24日），美國海軍陸戰隊二等兵。美國加州佩塔盧馬人，時年19歲。[12][13][14]

## 審理：美國軍事法庭
按照南京国民政府同美国签订的《处理在华美军刑事案件条例》的规定，中国法院不能审讯美国军人，要移送给美军司法部门军法处审办。1947年1月9日北平各报纸发表消息，北平地方法院检察处1月8日已将沈崇投诉案转给美国驻平海军陆战队司令官。1月9日北平《世界日报》报道：“北大先修班女生沈崇，年前在东单操场被美兵两名强奸后，经北平地方法院检察处受理后，已侦查竣事，认为两名美兵确有犯罪行为。昨将各项证件，函美国驻平海军司令官，请对肇事美兵，依法惩办。”该报刊登了北平地方法院检查处的公函：

“北平地方法院检察处公函，函字第十五号。

中华民国三十六年元月八日。案据沈崇于本年元月四日起诉：本人于去年十二月二十四日晚八时许，在北平长安街电影院附近，被美兵两名强架至东单操场地方，由一美兵连续强奸，另一美兵曾经帮助强奸，请求法办等情到处。当经本处侦查，兹根据被害人沈崇并证人关德俊、刘志平、唐文华、王桐、孟昭杰、赵泽田、马文彬、赵玉峰等供述，以及各医院之诊断证明书，检查伤单等件，认为该两名美军确有犯罪行为。经向北平市警察局调查犯罪人，系贵部士兵。其当时捕之一名，其姓名为Pierson Williams，已送交贵部，其另一名，已由贵部拘押。相应依据《处理在华美军人员刑事案件条例》第四条第二项规定，函请查明依法惩办为荷，此致美国驻平海军陆战队司令官。

公函附送了以下证件。

（一） 被害人沈崇侦讯笔录一份，附肇事地点略图一份，伤单一份。

（二）证人孟昭杰、赵泽田、张志新、赵玉峰、马文彬、唐文华、王桐、关德俊、刘志平、尚友三、李风坡侦讯笔录共十一份，内附证人结文共十份。

（三） 警察医院诊断证明书共二份。

（四） 勘验笔录系二份。

（五） 北平市警察局外事巡官朱绍明报告一份。”

### 1947年1－3月：美军军法审判
美国驻北平海军陆战队接到北平地方法院检察处的公函后，由驻华美国海军陆战队远征第一师组织军事法庭，任命休士中校等7人为军法官，由费兹吉罗德中校担任检察官。
1947年1月17日，駐華美國海軍陸戰隊军事法庭开庭审理沈崇案件。:8268北京大學先修班法文组女學生生沈崇在法庭上作证说，1946年12月24日平安夜，往东长安街的平安影戏院看完電影的回家途中，在北平東單被美國海軍陸戰隊下士威廉斯·皮爾遜和二兵普利查德强行要求发生性关系。北平工人孟昭杰的证词称目睹一个哭泣的女孩被拖到操场，他带领同事试图制止未果，被海军陆战队员驱走，之后跑到北平警察局内七分局报案。第二次随同警察仍被驱走。被告辩护人 John Masters 中校未能成功建立「沈崇是妓女」的观点，但是仍一直认为性交是双方自愿。他的辩护基于這個基礎：「沈崇没有严重伤害，来证明她的反抗意愿。」检察官 Paul Fitzgerald 中校提供了一系列中方证词的翻译，认为：「不能强求一个少女，在两个大汉的威胁下，做出超出常理的反抗行为。」他的辩护词以质疑：「一个名门闺秀，为何会自愿在零下八度的气温下的公共场所，进行长达三小时的性行为？」结束。中美法医向法庭提供的证词都认为：沈案的伤势，符合在极低气温下，被醉汉强奸的条件；但是也不超出处女第一次性交，可能造成的伤势的范畴。
1947年1月22日，驻华美国海军陆战队远征第一师军事法庭审判长休斯中校宣判：：

驻华海军陆战队增援第一师军事法庭审判长休士中校二十二日宣布：美军伍长皮尔逊，在本市东单，于十二月二十四日暴行案，应为强奸已遂罪。法庭系于晨十时开始，出席旁听者为被害人之父沈劭、北大校长胡适、北平市长何思源、北平市政府外事处长左明徹、被害人法律顾问北大法律系教授李士彤、北平地方法院首席检察官纪元、鄂森、北平市警察局外事科长孟昭楹，以及中外记者共十七人。首由检察官助理杨格中尉宣读第四日审询记录，旋由检察官宣布昨夜请示师长何华德将军，起诉书中第三及第五两罪，是否应不予考虑。何复电上两罪应撤销。此时庭中为之一振，被告皮尔逊态度变为惊惶。七法官经五分钟之讨论，由审判长休士中校，宣布起诉书之第二与第四两罪不成立，皮尔逊应判为第一项强奸已遂罪。宣布后，即令被告押回，时为十时三十五分。检察官继宣布，本案结束，至刑状尚俟呈转华盛顿海军部长核定后宣布。此时旁听人纪首席、左处长、胡校长、李教授，互相握手，对本案胜诉，至表欣慰。至美国道歉一节，俟判决核定宣布后，即可举行。赔偿事尚待受害人家属呈请另案办理。”

但應處何罪須呈華盛頓海軍部長核定後宣布。:8272《新民报》说：法庭宣判后，旁听人纪元检察官、左明徹处长、胡适校长、法律顾问李士彤教授，互相握手，对本案胜诉，至表欣慰（时任清华大学法律系系主任的赵凤喈也参与法庭辩论）。
1月26日，北平大學生聯合會舉行會議通過決議，要求將沈崇案件罪犯皮爾遜交由中美聯合法庭重審。:8273
1月30日，美國海軍法庭公審沈崇案件幫凶美兵普利查德。2月1日美国海军军事法庭宣布普利查德不報強姦罪行及幫同皮爾遜毆打沈崇有罪。:8275

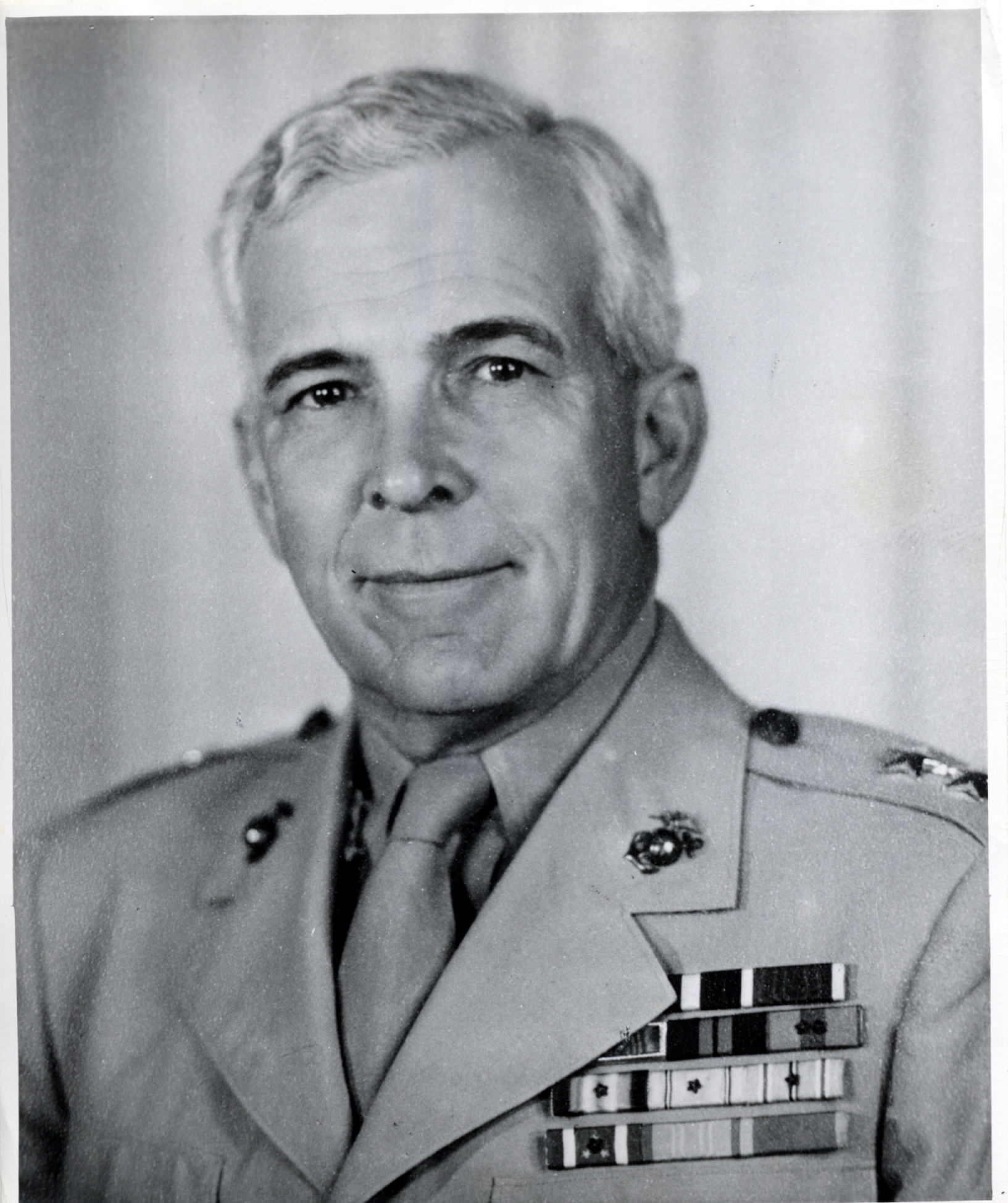
被告的上級塞繆爾·L·霍華德將軍

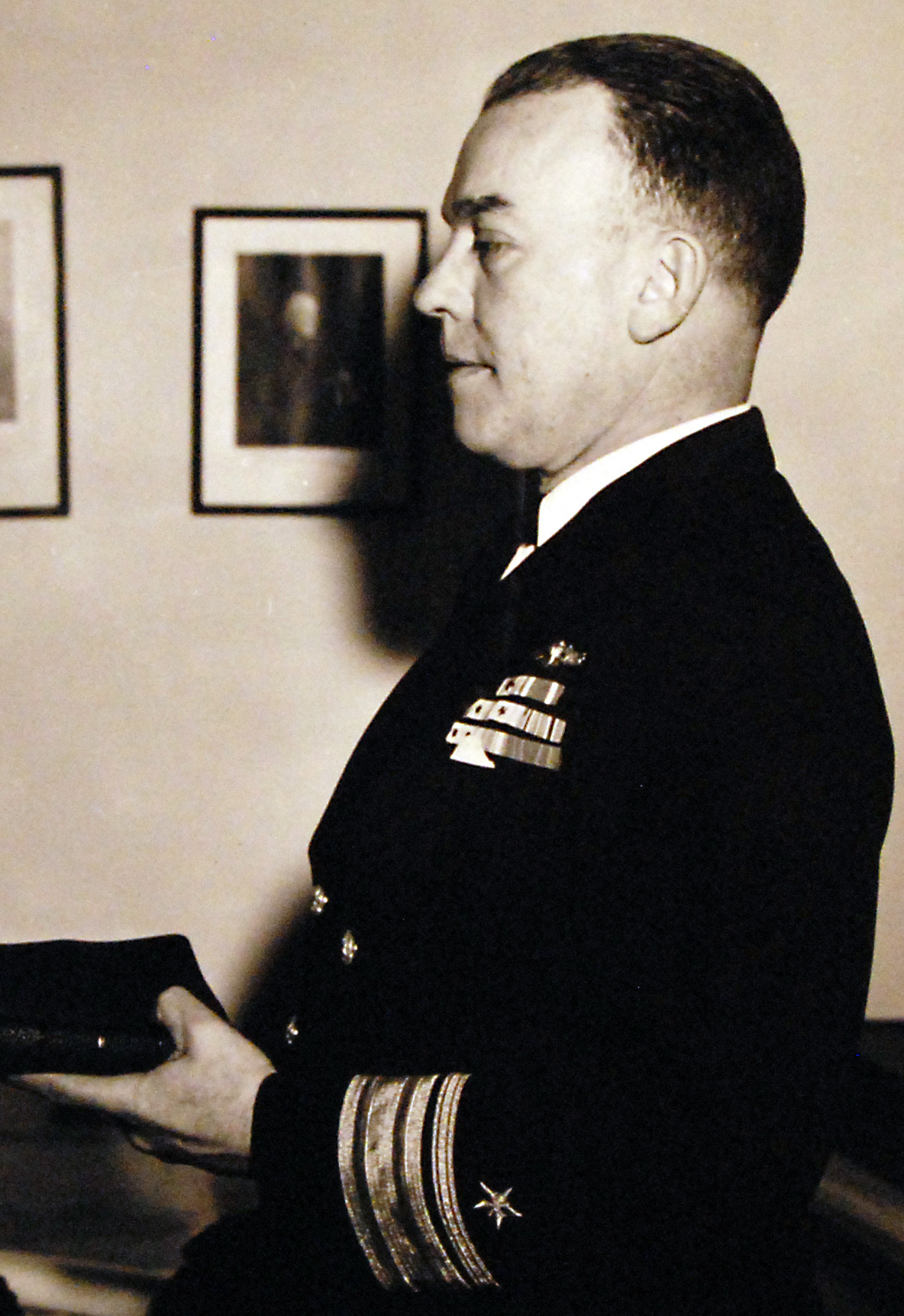
美國海軍軍法署署长Oswald Symister Colclough

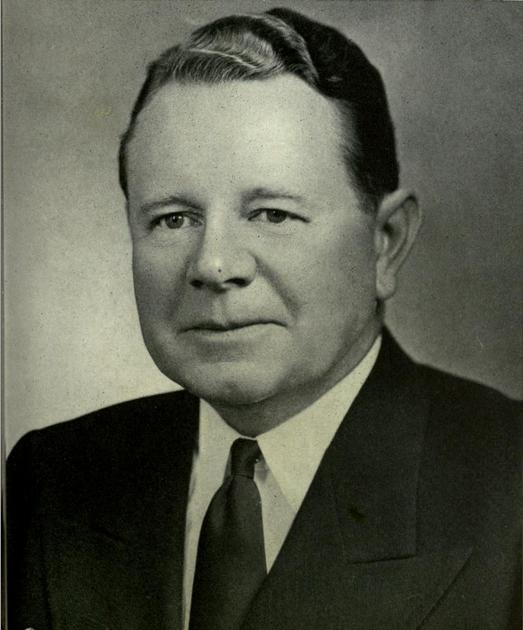
代海軍部長約翰·L·沙利文

3月3日，师长何华德将军核准军事法庭判决，沈崇案件主犯皮爾遜（强奸罪）降为普通士兵徒刑15年，幫兇普利查德降為普通兵（攻击罪）處监禁勞役10个月，兩犯均開除軍籍:8303。兩名被告的在華上級塞繆爾·L·霍華德將軍也同意了該判決。
麻省理工學院教授白魯恂（Lucian Pye）是當時美軍負責調查的軍官之一。他表示，事件當晚被告皮爾遜與朋友從酒吧出來時，皮爾遜突然被憤怒的群眾包圍，他不懂發生了什麼事。憲兵必須保護他回到軍營。白魯恂到北大要沈崇作證，沈崇拒絕出庭，學生們也拒絕合作:131。

### 1947年8月：證據不足無罪釋放
1947年6月17日，合众社报道：6月美国海军陆战队司令范特格里甫特在没有中方原告、中方证人、中方律师出庭并毫不知晓的情况下，写信给皮尔逊家属，宣称皮尔逊之罪行难以成立准予释放。华北学生联合会1947年6月29日致函美国政府指出：“此种措施不仅损毁美国法律精神，且为轻视中国民命，包庇罪行之公开表示……深盼贵国政府尊重法律，执行已判之徒刑……”。北大校长胡适急电美国驻华大使司徒雷登，表示震惊。中国外交部也表示抗议，要求“维持原判，予以执行”。
其後，美國海軍軍法署署长 Oswald Symister Colclough 认为中方供词可信度较低，建议根据皮爾遜的酒友和美军宪兵的供词无罪开释；海军部的判决复核和赦免委员会則认为证据已经排除合理的质疑。Colclough的观点最後在海军部内占据了上风，美國海军部代海军部长约翰·L·沙利文签署了释放皮爾遜和普利查德的命令。1947年8月11日，美國海軍部長福萊斯特以證據不足宣布原判無效並恢復職務:8395。1947年8月26日，中華民國外交部照會美國國務院，抗議北平東單強姦事件罪犯美兵皮爾遜被美國國防部覆判無罪並釋放復職之措施，要求美國防部根據審判紀錄，重新予以審核，秉公處理:8401-8402。

## 輿論

### 媒体
尽管北平警察局则通知国民党中央社请各报暂缓刊登这条消息，但是翌日，私人通讯社北平亞光通訊社仍發表新聞：

“本市訊：某大學某姓女生，年十九歲，昨晚九時，赴平安影戏院看最後一場《民族至上》影片，散場時，忽見身後有美兵二人尾隨，迄行至東單操場，即對該女施以非禮，該女一人難敵四手，大呼救命，適有某行路人聞之，急至內七分區一段報告，由警士聞德俊電知中美警察憲兵聯絡處，派員赴肇事地點查看，美軍已逃去其一，當即將另一美兵帶走，某女生被姦後，送往警察醫院檢驗後，轉送警局辦理。”
据说有个人力车車夫目睹案件，向亚光通讯社主办人王柱宇报料，事后，王柱宇遭到拘留，并被《世界日报》除名。次日《世界日报》、《北平日报》、《经世日报》、《新生报》、《新民报》等报也发表了消息。《新民报》还将国民党中央社的有关电令编成一条新闻刊登出来。
美国媒体尽管在中国驻有足够的记者，對本案被害者的报導不足，以至于之后的学生运动被美国民众认为是过度反应，大惊小怪。《华盛顿郵报》的元旦刊仅仅提到有反美的示威游行，而没有提到游行的原因是强奸案，第二天美联社的报道关注在示威中受伤的美国官员，仅在第九段提到示威原因。《華盛頓郵報》直到第四天才在首段提到示威的原因。《洛杉矶时报》等报纸甚至拒绝提到强奸这个词，而仅用攻击、不当行为等。另一些媒体指责这些游行是共产党组织，而忽略了这些游行的广泛支持和众多非共产党媒体对这些游行者的支持。仅有《纽约时报》和共产党的《每日工人報》对事件进行了比较完整的报道。总而言之，这些报道在一开始并未给予美国民众此案非常重要的印象。

### 學生示威

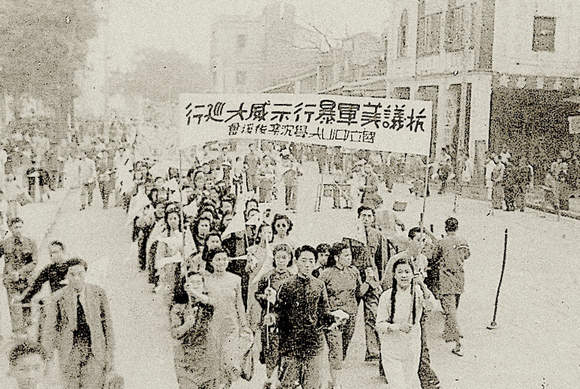
1947年1月7日，国立中山大学学生举行罢课和示威游行，抗议美军暴行

事件发生后引發中國學生運動，北平各高校学生即组织游行示威，隨後天津、上海、南京、武漢、重慶等全國數十個大中城市學生均舉行了示威遊行，抗議美軍暴行，要求美軍撤出中華民國。進而掀起“反政府”，“反饑餓”，“反內戰”的中國學生運動。清华校长梅贻琦看见清华和燕大的同学示威，在骑河楼清华同学会召集北大各负责人开会，席上表示：清华燕大二校已决定采取不干涉态度，北大各院负责人同声响应。时任上海市市长的吴国桢在他的回忆录中说：沈崇事件以后，上海交通大学也有一次罢课的准备，他對學生说：当俄国人占领东北时，有多少中国妇女遭到了蹂躏？如果你们要示威，那么应当针对这个劣迹更大的罪犯。如果你们要对美国示威，那么同时也应该对苏联示威。

### 中国共产党
1946年7月1日，中共北平市工作委員會在其发布的通告《關於反美工作的指示》中这样写道：「根據目前國內國外的實際情況，美帝國主義已經揭下了它的假面具，開始直接向中國人民挑戰，……為了反對美帝國主義一切陰謀，為了中國人民和全世界無產階級的利益，我們必須立刻針對這一情況，決定我們鬥爭的方向，積極打擊美國，孤立國民黨」同年7月7日，中共北平市工作委員會再次發出通告：「一、為著要燃起群眾的反美情緒，要努力擴大宣传美國士兵在街道上、酒吧間、戲院、舞場中的一切越軌行為。二、對于工人、民族資產階級、知識份子和學生，要強調宣傳，使他們明瞭美國的經濟擴展，是造成中國的實業破產、人民失業、教育水準低落的唯一原因；使這階級的人們動員起來作罷工和示威運動。三、要努力使美國的人民和士兵明瞭他們政府的反動性質，轉變他們對國民黨的好感，造成他們與美國好戰集團的互相衝突。」上述通告后来被国民党政府用作质疑事件“被共产党所煽动”的理由，然而这些信息都是远在事件发生前几个月出现的。
真正与该事件有直接关联的指示为1946年12月31日中共中央发給董必武、吳玉章、张曙时、葉劍英、刘晓、方方、林平等人發表《中央關於在各大城市組織群眾響應北平學生運動的指示》，要求在北平、天津、上海、南京、重慶、成都、杭州、香港等地發動示威遊行。由此，中国共产党党员开始参与组织游行。

### 美國政界
有观点认为此事件讓美軍陸續撤離北平、天津、青島等地駐軍，並停止對華援助，乔治·卡特莱特·马歇尔也发表了「離華聲明」。但是杜鲁门在事前一周刚刚宣布裁撤绝大部分驻中国军队，此事件对美国的政策是否有影响不得而知。华北美军则认为军事法庭迫于国民党政府的压力仓促判决，将此案称为中国的德雷福斯事件。

## 爭議

### 對當事人身份及案情的質疑與回應
北京大學訓導長兼先修班委員會主任委員的陳雪屏曾懷疑沈崇的身分，而說了這段話：「該女生不一定是北大學生，同學何必如此鋪張」，隔天又否認講過此話。但當時陳雪屏所依據的消息來源主要有兩處：一是事件發生前，1946年8月16日由國民黨教育部轉發內政部給北大的一封電報中提及「（中共）以大量金錢收買平津各大學學生」、以及12月14日「奸匪近選派青年貌美女工作員二百七十人」；二是事件發生後，北大校內出現了署名「情報網」的壁報，說沈崇是「從延安派來的女同志」，「逗引美兵製造事件」。1990年代中華民國國立編譯館主編的高中歷史教科書亦將沈崇指為中共職業學生。:181
2004年6月、7月，山西省《黃河》雜誌副主編謝泳於演講「个人遭遇如何成为公共事件——以1946年发生的沈崇事件为例」中提出：美国审理沈崇事件的法庭记录已经解密，如果法庭记录可信，则判定“皮尔逊没有强奸沈崇”是可以接受的结论。
2010年，中共中央黨史研究室出版的《百年潮》雜誌第4期刊登兩篇北大校友反駁謝泳的文章；案发时的北大学生李凌、胡邦定、沙叶的文章質疑謝泳的說法，認為他所根據的材料不夠充份、可靠，結論過於牽強。同時對近年來盛傳的幾個傳聞一一提出反證。馬句、宋柏的文章也提出種種的證據與論點來反駁謝泳。
2012年8月，沈峻（沈崇）在与許禮平会面时，表示強姦事件跟當時的共產黨沒有關聯，自己是1956年在上海復旦大學讀書時才加入共產黨，又说：“我当时十九岁，什么都不懂，我家的背景都是国民党的。”“当年国民党贴出大字报小字报造谣，早已被当时的学生驳得体无完肤，很快没有声音了。现在有些人，只不过重拾当年造谣者的牙慧而已。那个时候国民党是统治者，控制着国家机器，如果我是八路，早就被抓起来了。”此外，她还表示，所谓“被紅衞兵揭穿身份”之說更是子虛烏有，因为“这事《毛选》早有定案，红卫兵不敢乱来。”

## 外部連結
- 北大女生“平安夜”被美军强奸 揭秘沈崇案真相 （页面存档备份，存于）
- 沈崇自白 （页面存档备份，存于）（報紙掃圖 （页面存档备份，存于））作者：許禮平 2012年8月12日刊於《蘋果日報》
- 谢泳：《重说「沈崇案」之迷 （页面存档备份，存于）》，二闲堂文库
- . 凤凰网. 2009年12月24日  [2013年8月27日]. （原始内容存档于2014年12月19日）.
- . 网易新闻. 2009年5月20日  [2009年7月11日]. （原始内容存档于2009年5月27日）.
- 中美關於處理在華美軍人員刑事案件換文
- Hong Zhang. . . Greenwood Publishing Group. 2002-04-30: 81–122. ISBN 978-0-313-31001-0.（英文）
- 被告威廉士·皮爾遜(1924-2001)的墓碑 （页面存档备份，存于）